# 小千谷郵便局
小千谷郵便局（おぢやゆうびんきょく）は新潟県小千谷市にある郵便局。民営化前の分類では集配普通郵便局であった。

## 概要
住所：〒947-8799 新潟県小千谷市本町1-12-3

## 沿革
- 1872年8月4日（明治5年7月1日） - 小千谷郵便取扱所として開設[1]。
- 1875年（明治8年）1月1日 - 小千谷郵便局（五等）となる。
- 1876年（明治9年） - 為替取扱を開始。
- 1879年（明治12年）3月10日 - 貯金取扱を開始。
- 1889年（明治22年）3月1日 - 小千谷郵便電信局となる。
- 1903年（明治36年）4月1日 - 通信官署官制の施行に伴い小千谷郵便局となる。
- 1965年（昭和40年）5月1日 - 電話通話および和文電報受付事務を開始[2]。
- 1969年（昭和44年）11月 - 局舎新築落成。
- 1992年（平成4年）9月21日 - 局舎新築落成[3]。
- 1999年（平成11年） - 外国通貨の両替および旅行小切手の売買に関する業務取扱を開始。
- 2007年（平成19年）10月1日 - 民営化に伴い、併設された郵便事業小千谷支店に一部業務を移管。
- 2012年（平成24年）10月1日 - 日本郵便株式会社発足に伴い、郵便事業小千谷支店を小千谷郵便局に統合。

## 取扱内容
- 郵便、印紙、ゆうパック、内容証明
- 貯金、為替、振替、振込、国際送金、外貨両替・トラベラーズチェック、国債、投資信託
- 生命保険、バイク自賠責保険、自動車保険、がん保険、引受条件緩和型医療保険
- ゆうちょ銀行ATM
- 「947-00xx」区域（小千谷市の一部）の集配業務
- ゆうゆう窓口

## 周辺
- 小千谷市役所
- 小千谷警察署
- 旭橋
- 信濃川、茶郷川

## アクセス
- JR上越線 小千谷駅から西へ約1.6km（徒歩約19分）
- 越後交通バス 本町中央停留所下車
- 関越自動車道 小千谷ICから東へ約1.5km
- 国道117号沿い
- 駐車場あり：12台